# Erik Wegewijs
Erik Wegewijs (Swifterbant, 1973) is een Nederlands ondernemer, spreker en televisiepersoonlijkheid. Voorheen diende hij bij het Korps Commandotroepen van de Koninklijke Landmacht, waarvan 20 jaar in leidinggevende functies.

## Carrière

#### Militaire loopbaan
Wegewijs begon direct na de middelbare school met zijn militaire carrière. Hij startte in 1993 met een dienstplicht van één jaar. Bij het Korps Commandotroepen (KCT) van de Koninklijke Landmacht klom hij op tot majoor.
Tijdens zijn diensttijd voert Wegewijs meerdere internationale operaties uit. Uiteindelijk werd hij het hoofd van de interne commando-opleiding. Tijdens de coronapandemie in 2021 verlaat hij de krijgsmacht.

#### Televisie
Wegewijs is bekend van het programma Special Forces VIPS op Videoland, waar hij sinds 2021 hoofdinstructeur van de staf is en presentatorrol vervult. 
Sinds oktober 2023 presenteert Wegewijs samen met Walid Benmbarek en Nasrdin Dchar het programma The Life Trail.

#### Schrijver
Wegewijs is auteur van het boek Met Blote Handen.